# Nationaal park Morne Diablotin
Het Nationaal park Morne Diablotin is een nationaal park in de noordelijke bergen van Dominica, een eilandstaat in de Caraïben. Het park beslaat 3.335,3 ha, ongeveer 4,4% van het totale oppervlakte van het land. In het park ligt de 1447 m hoge berg Morne Diablotins, de hoogste berg van het eiland en de op een na hoogste van de Kleine Antillen. Het park werd opgericht in januari 2000, voornamelijk om het leefgebied van de bedreigde keizeramazone (Amazona imperialis) te beschermen. Deze endemische soort is het nationale symbool van Dominica.
In de 18e eeuw waren er minstens zes verschillende kampementen van ontsnapte slaven. Dr. John Imray, een Schotse arts, voltooide de eerste geregistreerde schaling van Morne Diablotin in 1867.

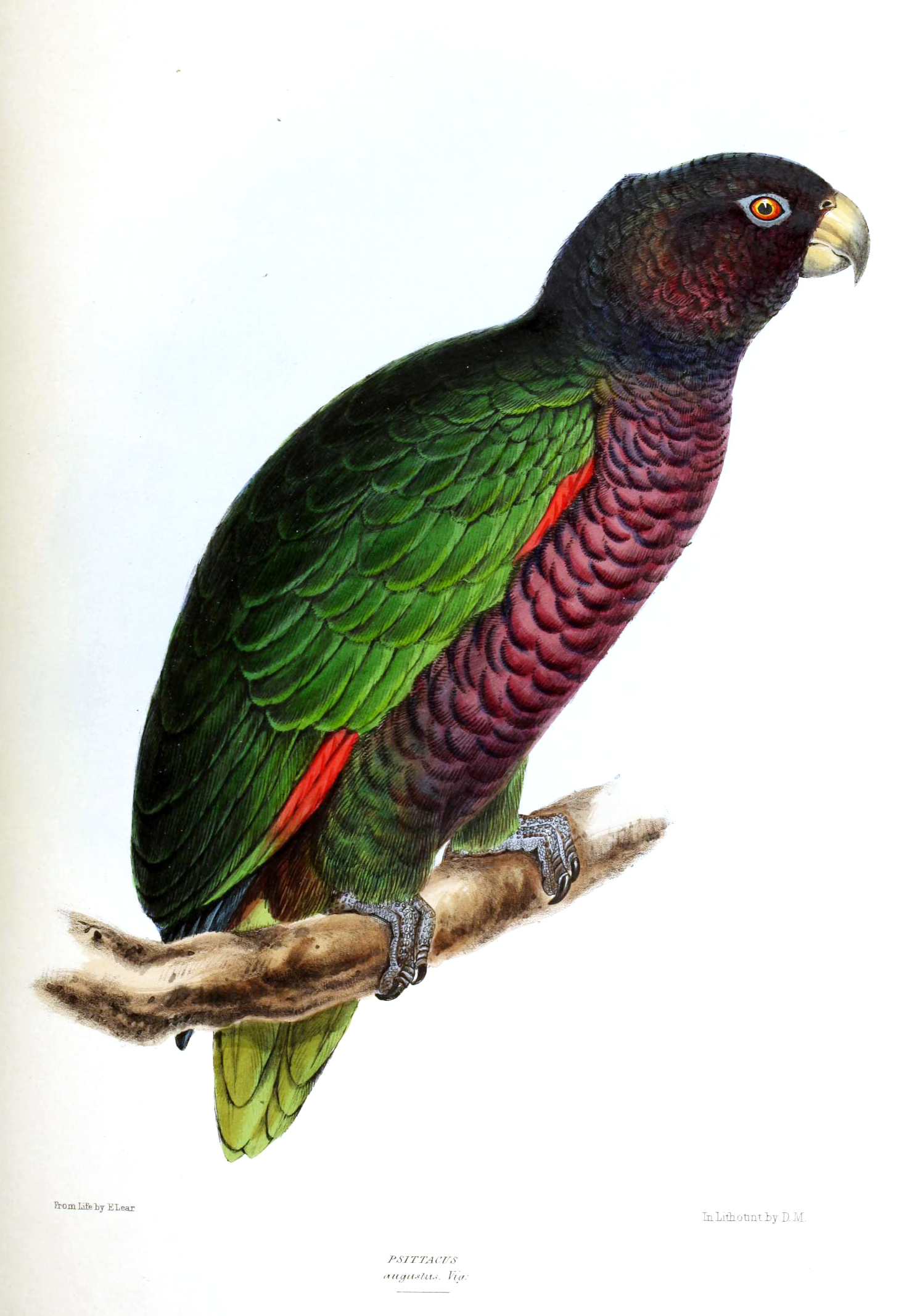
De keizeramazone.
De vlag van Dominica met de keizeramazone in het embleem.

## Important Bird Area
Het park is in 2007 aangewezen als Important Bird Area door BirdLife International vanwege het belang voor significante populaties van antillendikbekje, antillenlijster, antillensaltator, Antilliaanse kuifkolibrie, bruinvleugeltiran, geschubde spotlijster, granaatkolibrie, groenkeelkolibrie, guadeloupezanger, hispaniolaorganist, keizeramazone, martiniquegierzwaluw, roestbuikpiewie, roodkeelamazone, roodkeelsolitaire, sidderspotlijster, tweekleurige kolibrie en witoogspotlijster.

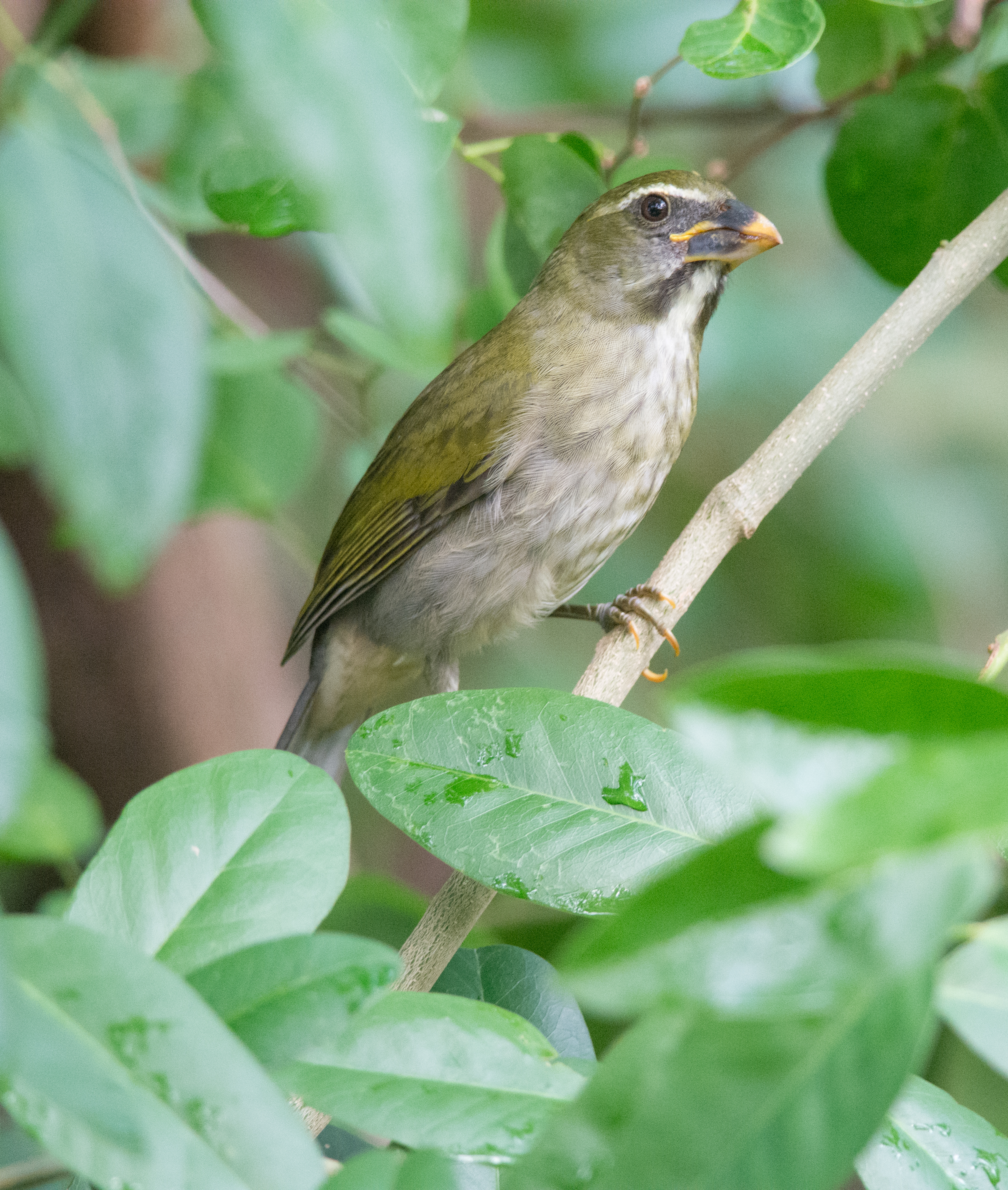
Antillensaltator
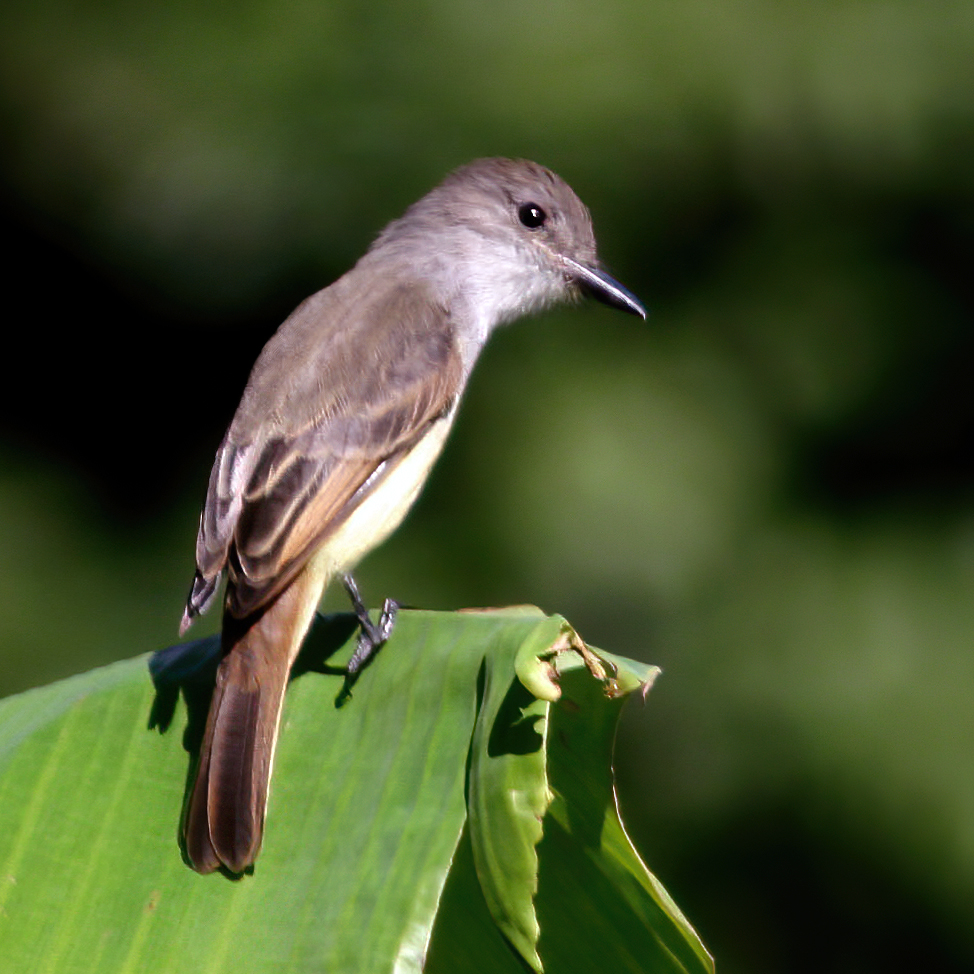
Bruinvleugeltiran
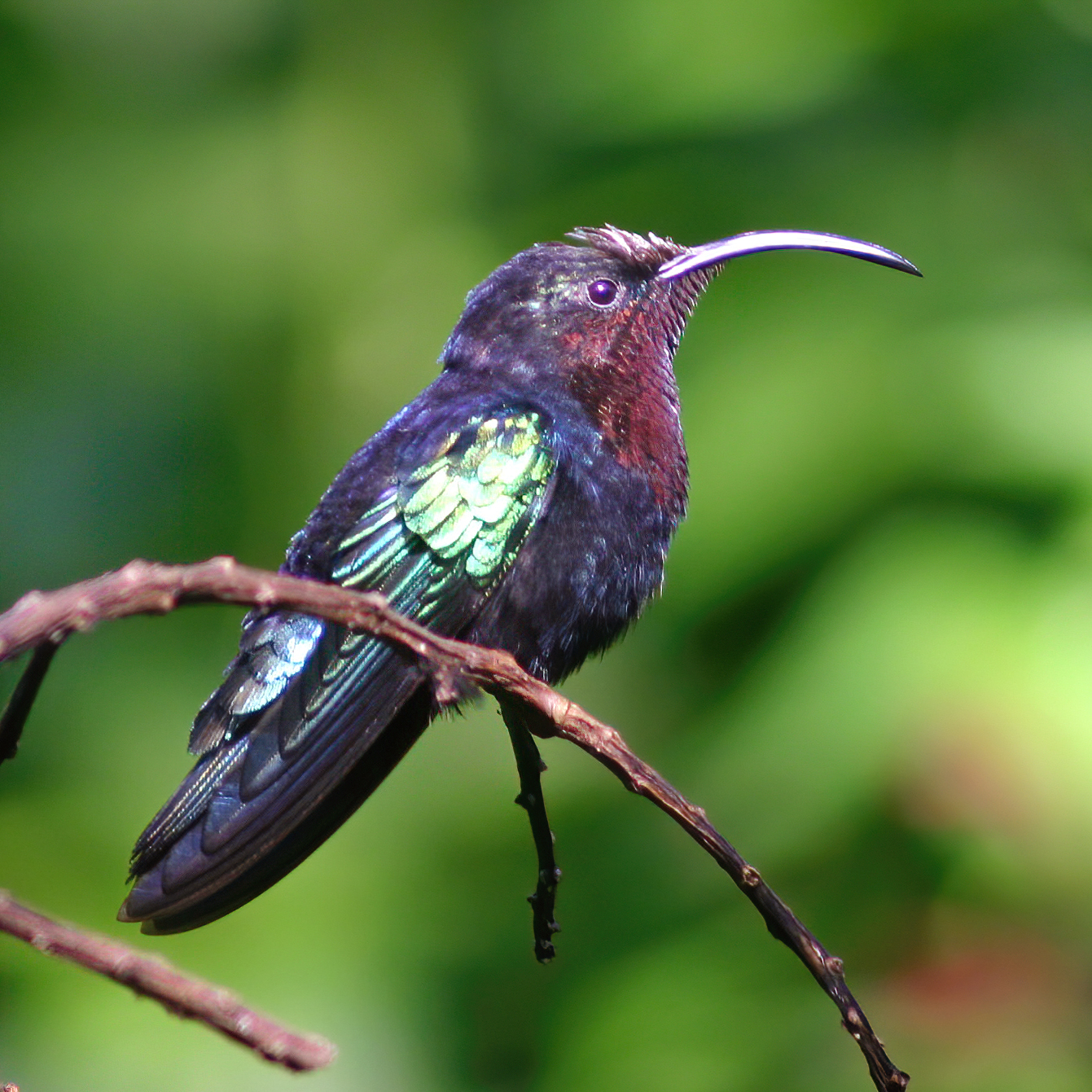
Granaatkolibrie
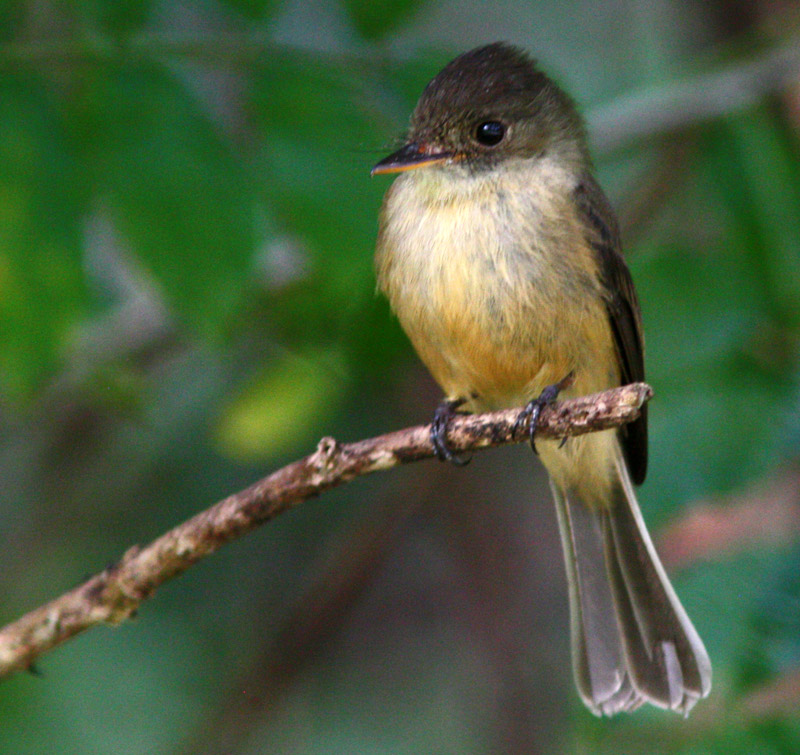
Roestbuikpiewie
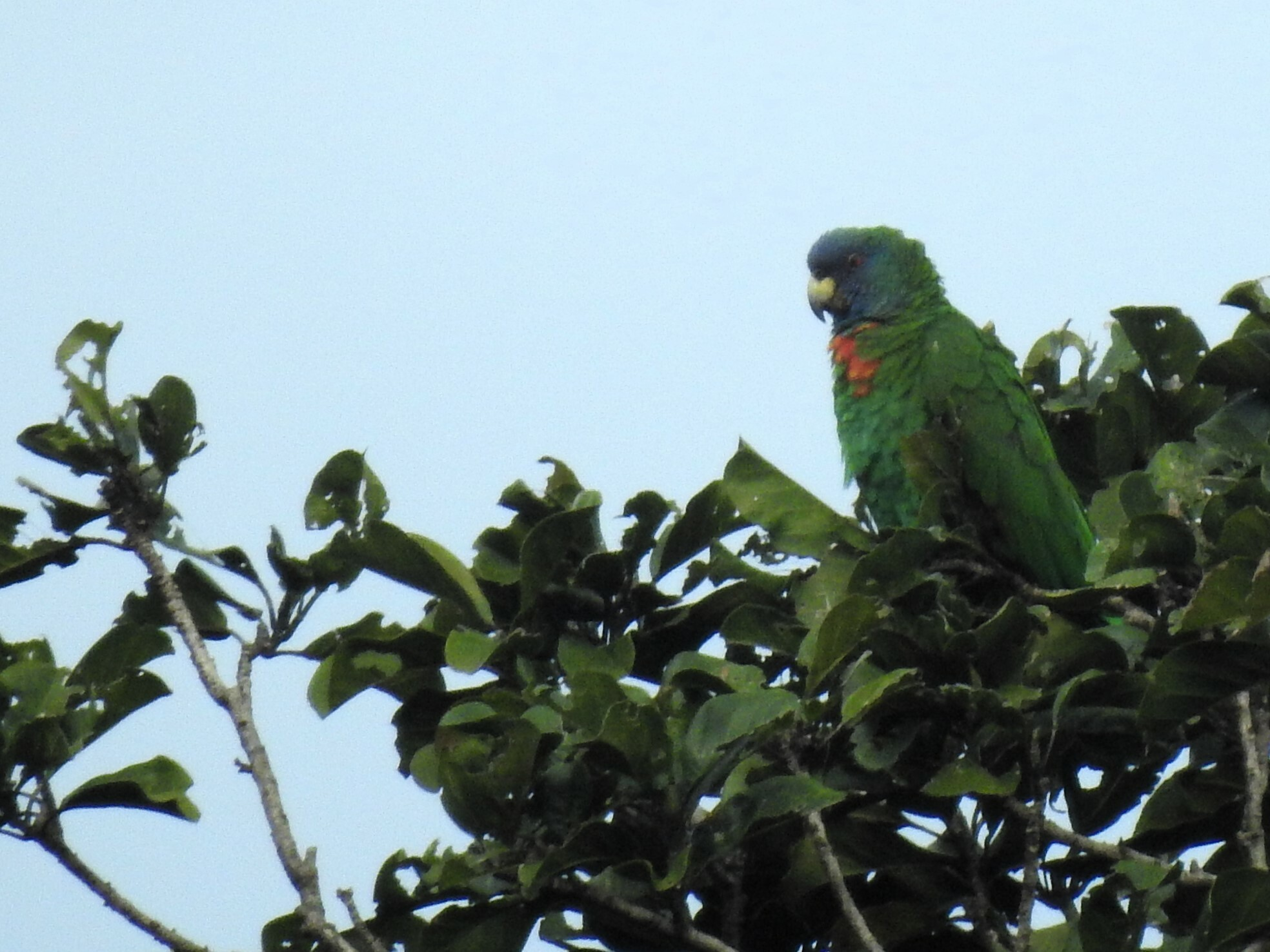
Roodkeelamazone
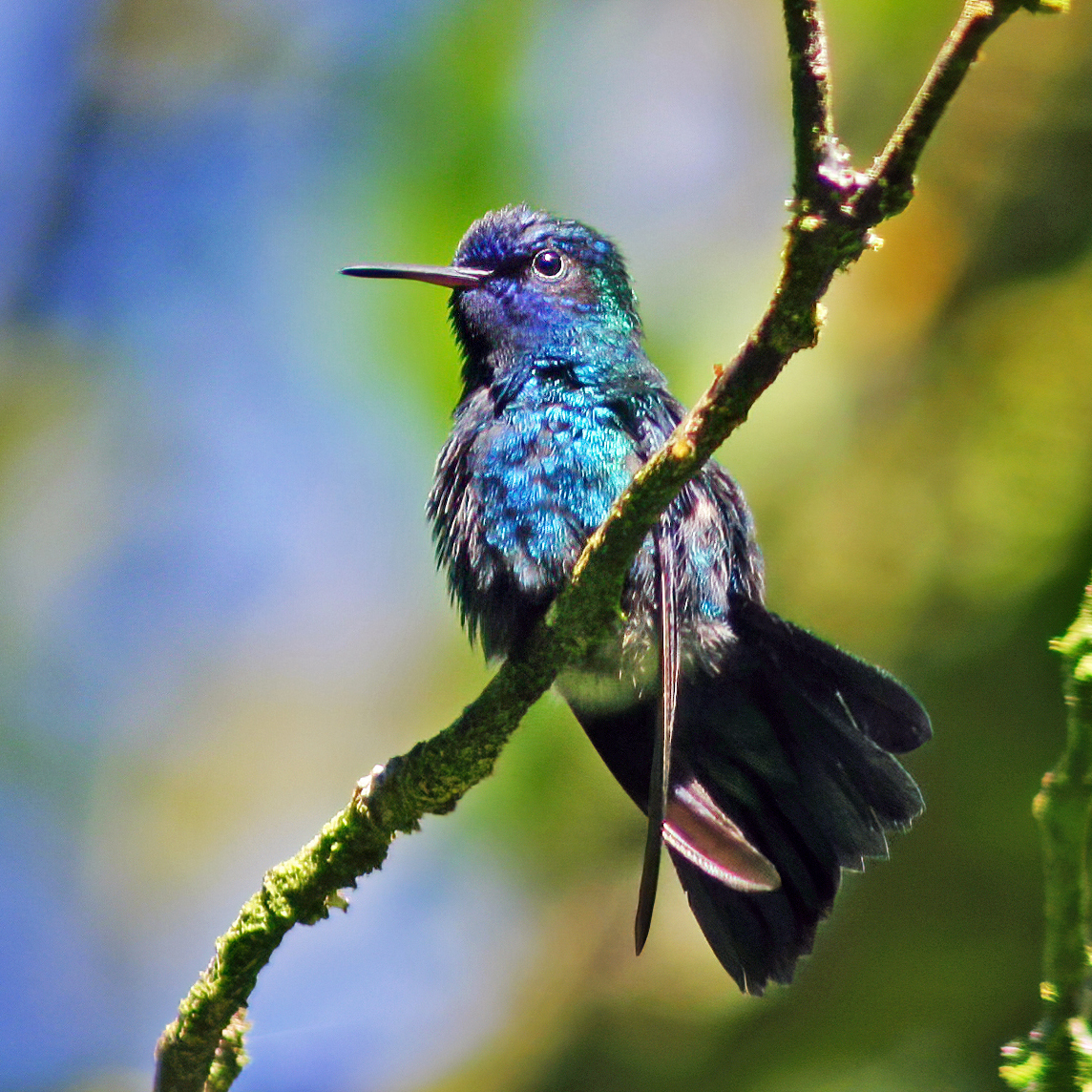
Tweekleurige kolibrie